# 하나은행 (1959년~2015년)
하나은행(영어: Hana Bank)은 대한민국에 존재하였던 시중은행으로 하나금융그룹의 자회사였다가 2015년 9월 1일 한국외환은행과 합병하여 KEB하나은행이 되었다.

## 역사
- 1959년 12월: 서울 지역을 영업구역으로 하는 지방은행 "서울은행"으로 시작
- 1962년 4월: 부산 중구 남포동에 부산지점의 신설 승인을 받아 시중은행(일반은행)으로 전환[2]
- 1976년 8월 2일: 신탁은행과 흡수 합병하여 "서울신탁은행"으로 행명을 변경[3][4]
- 1995년 6월 1일: "서울은행"으로 행명 환원[5]
- 2002년 12월: 서울은행을 존속 법인으로 지정하여 하나은행과 대등 합병
- 2015년 9월 1일: 구 외환은행과 합병하여 KEB하나은행으로 변경. 존속 법인을 구 외환은행으로 지정함과 동시에 서울은행 법인 소멸.